# إليزابيث ويبر
إليزابيث ويبر (بالإنجليزية: Elizabeth Weber)‏ هي كاتِبة جنوب أفريقية، ولدت في 18 يونيو 1923.